# Изабелла Сорренти
Изабелла Сорренти (англ. Isabella Sorrenti, род. 7 декабря 1988 года, Флоренция) — американская транссексуальная порноактриса, лауреатка премии NightMoves Award.

## Биография
Родилась 7 декабря 1988 года во Флоренции, Италия. В 4 года вместе с семьёй переехала в США, выросла северо-западном Миссури, где у семьи была лошадиная ферма с 50 акрами земли.
Дебютировала в порноиндустрии в 2016 году, в возрасте около 28 лет. Снимается для таких студий, как Devil’s Film, Evil Angel, Exquisite, Gender X, Kink.com, Severe Sex и других.
В 2016 году победила на NightMoves Award в номинации «лучший транссексуальный исполнитель» по версии поклонников. В 2017 году была номинирована на AVN Awards в категориях «лучшая транссексуальная сцена» (за фильм Bang My Tranny Ass 14) и «транссексуальный исполнитель года», а также на Transgender Erotica Awards в трёх категориях: мисс Уникальность, лучшая соло-модель и лучшая сцена (за Bang My Tranny Ass 14).
На август 2019 года снялась в 34 фильмах.

## Награды и номинации
NightMoves Award
- 2016 — лучший транссексуальный исполнитель, выбор поклонников (победа)[3]

AVN Awards
- 2017 — лучшая транссексуальная сцена, за Bang My Tranny Ass 14[4] (2016)
- 2017 — транссексуальный исполнитель года

Transgender Erotica Awards
- 2017 — лучшая сцена, за Bang My Tranny Ass 14 (2016)
- 2017 — лучшая соло-модель
- 2017 — мисс Уникальность

## Избранная фильмография
- Bang My Tranny Ass 14